# 灘村 (山口県)
灘村（なだそん）は、山口県玖珂郡にあった村。現在の岩国市中心部の南方、山陽本線・藤生駅の周辺にあたる。

## 地理
- 海洋：安芸灘
- 山岳：大応山、米山

## 歴史
- 1889年（明治22年）4月1日 - 町村制の施行により、海土路村・藤生村・黒磯村・青木村・保津村の区域をもって発足。
- 1940年（昭和15年）4月1日 - 岩国町・麻里布町・川下村・愛宕村と合併して岩国市が発足。同日灘村廃止。

## 交通

### 鉄道路線
- 鉄道省
  - 柳井線（現・山陽本線）
    - 藤生駅